# Автошлях E265
Автошлях E265 — автомобільний європейський автомобільний маршрут категорії Б, що проходить по території Естонії та Швеції, з'єднує місто Таллінн і Капельшер.

## Маршрут
Весь шлях проходить через такі міста:
- :
  -  E20, Таллінн
  -  E67, Сауе
- :
  -  E18, Капельшер